# Trioza bakeri
Trioza bakeri är en insektsart som beskrevs av Crawford 1910. Trioza bakeri ingår i släktet Trioza och familjen spetsbladloppor. Inga underarter finns listade i Catalogue of Life.